# Gautier de Metz

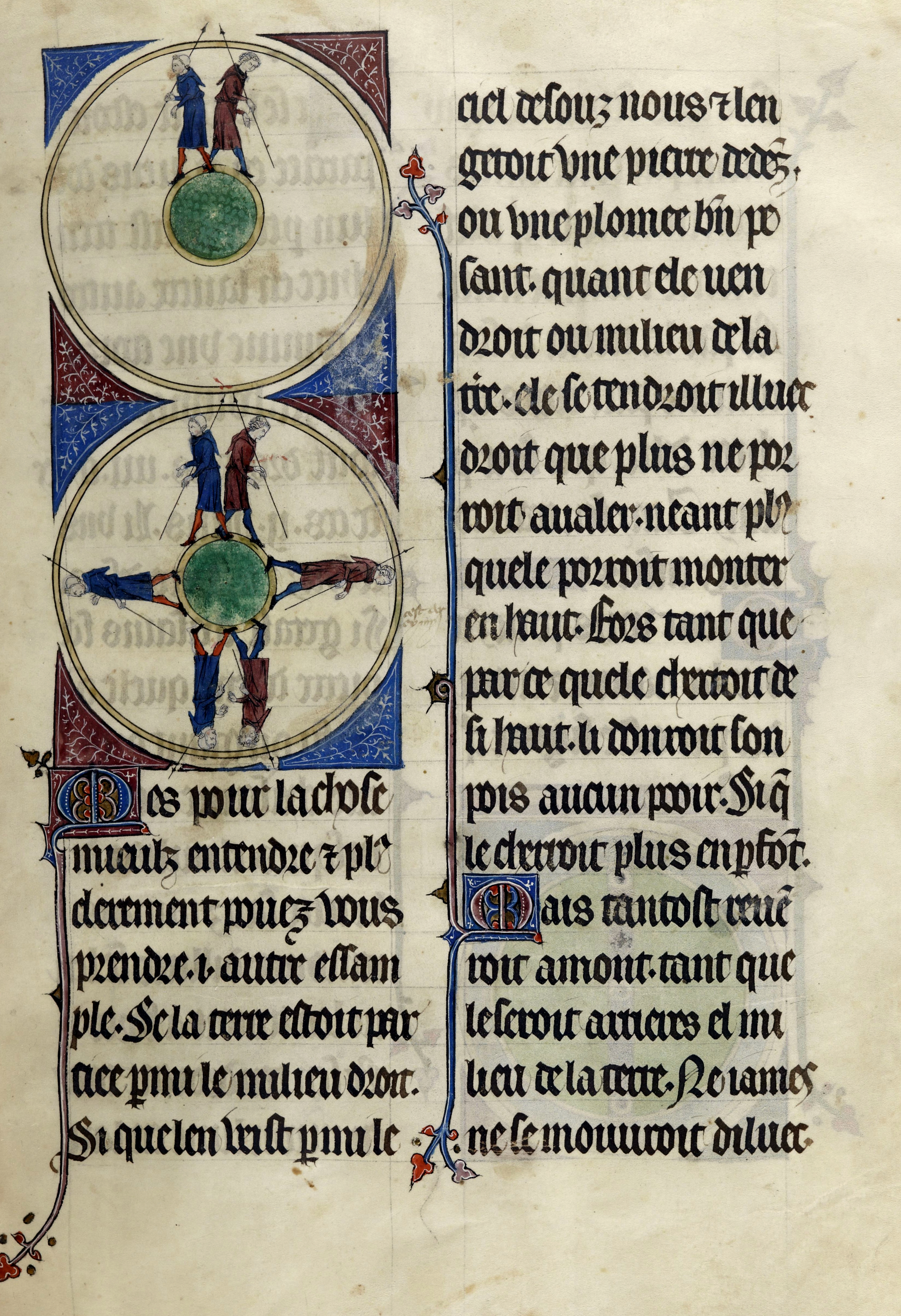
Illustration der kugelförmigen Erde in einem Manuskript des Image du monde (14. Jahrhundert)

Gautier de Metz (auch: Gauthier, Gossuin und Gossouin, Walther von Metz) war ein französischer Priester und Dichter.
Er verfasste um 1246 L’Image du monde, eine Abhandlung über Schöpfung, Erde und Weltall in Gedichtform, bei der Fakten sich mit Fantasie vermischen. Ein Kapitel befasst sich mit Astrologie. Das Werk wurde im Mittelalter in viele Sprachen übersetzt und teils mit Bildern versehen.
H. P. Lovecraft erwähnt ihn und das L’Image du monde in seinem Werk The Nameless City (1921).
Barbara Tuchman erwähnt ihn und das L’Image du monde in ihrem Werk Der ferne Spiegel – das dramatische 14. Jahrhundert (1978).